# Contribution due en raison de l’absence d’information à caractère sanitaire dans les messages publicitaires
Lire en ligne

Lire sur Légifrance

La contribution due en raison de l'absence d’information à caractère sanitaire dans les messages publicitaires est une taxe française créée par la loi du 9 août 2004 relative à la santé publique. Le produit de la taxe est affecté à l'Institut national de prévention et d'éducation pour la santé. Il s'agit d'une taxe comportementale destinée à favoriser l'éducation et la prévention sanitaires (en particulier dans le cadre de la lutte contre l'obésité et la malnutrition).

## Historique
L'article 29 de la loi no 2004-806 du 9 août 2004 relative à la politique de santé publique instaure une taxe codifiée à l'article 1609 octovicies du code général des impôts et à l'article L.2133-1 du code de la santé publique.
L'article 57 de la loi  no 2005-1579 du 19 décembre 2005 de financement de la sécurité sociale afin de préciser le champ d'application de la mesure.
L'arrêté du 27 février 2007 dresse la liste des messages sanitaires. Il s’agit de :
- « Pour votre santé, mangez au moins cinq fruits et légumes par jour » ;
- « Pour votre santé, pratiquez une activité physique régulière » ;
- « Pour votre santé, évitez de manger trop gras, trop sucré, trop salé » ;
- « Pour votre santé, évitez de grignoter entre les repas »[2].

En 2014, l'Inspection générale des finances liste la contribution dans les 192 taxes à faible rendement. La mission s'interroge sur la hausse observée de son rendement entre 2010 et 2012 alors qu'en tant que taxe pigouvienne, son objectif n'est tant de rapporter de l'argent que de lutter contre l'obésité et la malnutrition.
L'article 6 de la loi de finances pour 2020 consacré à la suppression des taxes à faible rendement intègre la suppression de cette taxe comportementale,.

## Caractéristiques

### Redevables
L'article L. 2133-1 du code de la santé publique oblige les annonceurs et les promoteurs à ajouter une information à caractère sanitaire à leurs messages publicitaires et à leurs actions de promotion en faveur de produits alimentaires manufacturés ou de boissons avec ajouts de sucres, de sel ou d'édulcorants de synthèse. Les annonceurs et les promoteurs peuvent déroger à cette obligation sous réserve de verser une contribution. Ce taux est de 1,5% en 2010.

### Bénéficiaire
Le produit de la contribution est affecté à l'Institut national de prévention et d’éducation pour la santé (INPES) afin de financer des actions d'information et d'éducation nutritionnelles.

### Rendement
Le produit de la taxe est quasi nul à part en 2012 où il a atteint 2,7 millions d'euros. Cela représente 274 redevables et une contribution moyenne de 9 848 euros.
| 2006 | 2007 | 2008 | 2009 | 2010 | 2011 | 2012 | 2013 | 2014 | 2015 | 2016 | 2017 | 2018 | 2019 |
| 0    | 0    | 0    | 1    | 0,3  | 0,41 | 2,7  | 0    | 1,2  | 1    | 0    | 0    | 0    | 0    |